# كارول شيهان
كارول شيهان هو سياسي أمريكي، ولد في 11 سبتمبر 1925 في بوسطن في الولايات المتحدة، وتوفي في 17 مايو 2016. نشط حزبياً في الحزب الجمهوري.